# HiSilicon K3
K3 — семейство мобильных систем на кристалле (SoC) компании HiSilicon (ранее - подразделение Huawei). Включает в себя процессоры, базирующиеся на архитектуре ARM.

## История
HiSilicon Technologies, ещё будучи специализированным подразделением по разработке дизайна интегральных микросхем, было сформировано в корпорации «Хуавэй» в 1991 году. 
В 2004 году, став самостоятельной компанией и получив лицензии британской фирмы ARM, HiSilicon приступил к созданию собственного RISC-процессора K3. 

Лицензионные соглашения на использование архитектур графических процессоров с тремя основными инжиниринговыми компаниями (ARM, Imagination Technologies и Vivante), специализирующимися на GPU в ARM-системах, позволяют HiSilicon разрабатывать высокоэффективные мобильные процессоры.
Впервые Huawei представила систему на кристалле Kirin 970 (техпроцесс 10 нм), имеющую блок «искусственного интеллекта» (ИИ)  в августе 2017 на выставке электроники и бытовой техники IFA. В ноябре 2017 года издание GizChina назвало Kirin 970 самым мощным процессором по скорости передачи данных.
Новейшим на 2019 г. чипом HiSilcon для смартфонов Huawei топового класса является Kirin 990 на базе ARM Cortex-76, который установлен на Mate 30 и даже на Honor Vera30; он конкурирует как с уже вышедшими Qualcomm Snapdragon 855 и Samsung Exynos 9825, так и с грядущими однокристальными системами, такими, как Snapdragon 865 и Exynos 980, которые основаны на новых разработках ARM, в т.ч. – на ядрах Cortex-A77. Несмотря на то, что Huawei сама готова выпускать новый Kirin на базе Cortex-A77 с графическим процессором ARM Valhall, отставание компании от конкурентов всё же даст о себе знать.
Май 2019: британская ARM приостановила по указанию властей США все отношения с «Хуавэй», чем поставила под угрозу возможность производить собственные процессоры Kirin; 
через несколько месяцев ARM согласилась на продолжение сотрудничества с Huawei (юристы ARM подтвердили, что применяемые технологии считаются британскими, поэтому их можно продолжать передавать Huawei и HiSilicon)
Kirin 9000 5G/4G и  Kirin 9000E (4 кв. 2020) — первые SoC от HiSilicon по 5 нм+ FinFET (EUV) техпроцессу.

## Спецификации процессоров
| Модель        | Тактовая частота  | Технологии | Техпроцесс | Поколение | Применение в устройствах | Начало продаж |
| ------------- | ----------------- | --- | ---------- | --------- | --- | ------------- |
| K3V1 (Hi3611) | 360, 480, 800 МГц | 1 ядро CPU (ARM926EJ-S), 14×14 мм, 460-pin TFBGA, 16KB+16KB I/D cache, OpenGL 1.1 | 130 нм     | 1-е       | Babiken Vefone V1, Ciphone 5 (C5), t5355, IHTC HD-2, 5 inch Huawei UMPC                                                                                           | 2009          |
| K3V2 (Hi3620) | 1,2; 1,4; 1,5 ГГц | 4 ядра CPU (Cortex-A9) / 16 ядер GPU Vivante (два восьмиядерных чипа GC4000), Artificial Intelligence Power Scaling, 64-битная шина, OpenGL ES 2.0, OpenCL 1.1, 1 MB L2 cache, 64 bit 450 MHz LPDDR2, 12×12 мм | 40 нм      | 2-е       | Huawei Ascend D1 Quad, Huawei Ascend D1 Quad XL, Huawei Honor 2, Huawei MediaPad 10 FHD, Huawei Ascend Mate, Huawei Ascend D2, Huawei Ascend P2, Huawei Ascend P6 | 2012          |
| K3V2E         | 1,5 ГГц           | 4 ядра CPU (Cortex-A9) / 16 ядер GPU Vivante (два восьмиядерных чипа GC4000) | 40 нм      | 2-е       | Huawei Honor 3 | 2012          |
| K3V3          | 1,8 ГГц           | 4 ядра CPU (2хCortex-A7 + 2хCortex-A15) / ?? ядер GPU Mali T658 | 28 нм      | 3-е       | Huawei Honor 3 | 2H_2013       |
| V9R1 Kirin910 | 1,6 ГГц           | 4 ядра CPU (Cortex-A9) / 4 ядра GPU Mali T450 | 28 нм      | 4-е       | Huawei Ascend P6S, Huawei Ascend Mate 2, Huawei MediaPad X1, Huawei Ascend P7                                                                                     | 2014          |
| Kirin920      | до 2 ГГц          | big.LITTLE, 8 ядер CPU (4 ядра — Cortex-A7 и 4 ядра — Cortex-A15) / 4 ядра GPU Mali T628, двухканальная 800 MHz DDR3                                                                                           | 28 нм      | 5-е       | Huawei H300, Huawei Honor 6 | 2014          |
| Kirin950      | до 2,3 ГГц        | big.LITTLE, 8 ядер CPU (4 ядра — ARM Cortex-A72 и 4 ядра ARM Cortex-A53 / 4 ядра GPU Mali T880, двухканальная 900 MHz DDR3                                                                                     | 16 нм      | 5-е       | Huawei Honor 8 | 2016          |
| Kirin980      | до 2,6 ГГц        | big.Middle.LITTLE, 8 ядер CPU (2 ядра -ARM Cortex-A76 2.6ГГц, 2 ядра- Cortex-A76 1,92 ГГц и 4 Cortex-A55 1,8 ГГц/? ядер GPU Mali-G76 MP10, LPDDR4X 2133 МГц                                                    | 7 нм       |           | Huawei Mate 20 и Mate 20 Pro. Huawei P30 и P30 Pro | 2018          |
| Kirin990 (5G) | до 2,86 ГГц       | 8 ядер CPU (2 ядра Cortex-A76 на 2,86 ГГц, 2 ядра Cortex-A76 на 2,36 ГГц и 4 ядра Cortex-A55 на 1,95 ГГц), GPU Mali-G76 MP16, LPDDR4X 2133 МГц                                                                 | 7 нм       |           | | 2019          |

см. также: HiSilicon Technologies

## Интересные факты
Начиная с версии K3V2 позиционируется как платформа для передовых смартфонов и планшетных компьютеров фирмы Huawei.
- Процессор K3V2 получил расширенные возможности по обработке звука благодаря технологиям DTS[33].
- На разработку четырёхъядерного процессора K3V2 компании понадобилось два года. Следующие поколения планируется разрабатывать в течение 12 месяцев[34].
- Ранее[когда?] сообщалось, что в SoC K3V3 будет содержаться графический ускоритель PowerVR SGX 543[35].

## Схожие платформы
- Qualcomm Snapdragon
- ST-Ericsson NovaThor
- Samsung Exynos
- Nvidia Tegra
- TI OMAP
- Apple Ax